# Малый Чектакнур
 Малый Чектакнур  — деревня в Пижанском муниципальном округе Кировской области.

## География
Расположена на расстоянии примерно 10 км по прямой на юго-восток от села Воя.

## История
Известна с 1873 года, когда здесь (починок Чектанур) отмечено дворов 45 и жителей 411, в 1905 (выселок Чектакнур или Трофим Иванов) 9 и 55, в 1926 (деревня Малый Чектакнур или Трофим Иванов) 14 и 82, в 1950 15 и 64, в 1989 не было учтено постоянных жителей. До 2020 года входила в состав Войского сельского поселения до его упразднения.

## Население
Постоянное население составляло 3 человека (русские 100%) в 2002 году, 3 в 2010.